# Weihung
Die Weihung ist ein etwa 30 km langer, südlicher und rechter Zufluss der Donau am Ostrand von Baden-Württemberg zu Bayern. Dieser Bach des Alpenvorlandes fließt über den größten Teil seines Laufes westlich parallel zur Iller nach Norden. Auf den letzten Kilometern nähert er sich dieser dicht an; bis zur Verlegung ihres untersten Abschnittes in den Jahren 2002/03 mündete die Weihung in die Iller kurz vor deren eigener Mündung in die Donau, heute mündet sie weniger als 2,5 Flusskilometer oberhalb von dieser.

## Name
Das Gewässer erscheint erstmals 1517 als „dye wyhüng“ in den schriftlichen Aufzeichnungen. Der Name leitet sich wahrscheinlich vom römischen Kastell Viana ab. Der daraus entstandene mittelhochdeutsche Flussname *Weihen dürfte dann als Weihung umgedeutet worden sein.

## Geographie

### Verlauf
Die Weihung entspringt südlich von Wain im Landkreis Biberach an den Höfen Oberbuch. Nächste größere Ortschaft nach Wain ist Weihungszell, es folgen – nunmehr im Alb-Donau-Kreis – die Orte Schnürpflingen, Staig mit Steinberg, Illerkirchberg und der südliche Ulmer Stadtteil Wiblingen, den sie unweit des Klosters Wiblingen (mit der Wiblinger Basilika) passiert. Dann schwenkt die bisher konsequent nordwärts fließende Weihung nach links und fließt auf den letzten knapp drei Kilometern ihres Wegs ungefähr westwärts. Nach Unterqueren des nur 200 Meter oberhalb an einem Wehr rechtsseits vom Strom abgehenden Donaukanals Ulm-Wiblingen mündet sie von rechts in die Donau.
Die Weihung ist 29,9 km lang, hat ein mittleres Sohlgefälle von etwa 3,7 ‰ und mündet etwa 110 Höhenmeter unterhalb ihrer Quelle. 

### Einzugsgebiet
Die Weihung entwässert ein 81,9 km² großes, sehr schmal sich von Süd nach Nord erstreckendes Einzugsgebiets zur Donau. Der höchste Punkt an der Südostecke erreicht wenig über 605 m ü. NHN. Naturräumlich ist es Teil der Donau-Iller-Lech-Platte, worin die Weihung längstenteils (bis Schnürpflingen) den Unterraum Holzstöcke durchläuft, dann den Unterraum Hügelland der unteren Riß und auf weniger als dem letzten Kilometer zuletzt den Unterraum Unteres Illertal.
An der östlichen Wasserscheide grenzt am oberen Einzugsgebiet das des Gießen an, weiter abwärts konkurriert auf dieser Seite bis zuletzt die diesen aufnehmende Iller. An der sehr kurzen südlichen und der anschließenden westlichen Wasserscheide folgen nacheinander die Einzugsgebiete erst des oberen Donauzuflusses Rot, dann ihres rechten Zuflusses Schmiechen, zuletzt von immer kürzeren Zuflüssen der Donau selbst.
Naturräumlich liegt das gesamte Einzugsgebiet im nördlichen Voralpenland. Der südliche Teil liegt in den Holzstöcken, das nördliche zum Flachland der Unteren Riß; ein kleiner Zwickel an der Mündung wird zum Unteren Illertal gerechnet; alle diese sind Unterräume der Donau-Iller-Lech-Platte.

### Zuflüsse
Liste der direkten Zuflüsse von der Quelle zur Mündung. Gewässerlänge Einzugsgebiet nach den entsprechenden Layern auf der Onlinekarte der LUBW. Andere Quellen für die Angaben sind vermerkt.
Auswahl. Ohne Seitenkanäle.
- Lindenbühlgraben, von rechts vor Wain-Unterbuch
- Altghaugraben, von links am Südrand von Wain
- Hartberggraben, von rechts am Südrand von Wain
- Bärbelsteiggraben, von links in Wain
- Wassergraben Schmittefeld, von links in Wain
- Reutmähder Wassergraben, von links in Wain
- Rösenbach, von rechts vor Wain-Auttagershofen, 1,4 km und 1,6 km²
- Egertshaldengraben, von links gegenüber Auttagershofen
- Eschenbachgraben, von rechts nach Auttagershofen
- Jetzhöfengraben, von links bei Schwendi-Jetzhöfe
- Zellerbach, von rechts nach Schwendi-Hörenhausen
- Sießener Ghaugraben, von links nach Schwendi-Sießen im Wald
- Laupheimer Haldengraben, von rechts vor Schwendi-Grubach
- Nussbach, von rechts in Schwendi-Weihungszell
- Walterghaugraben, von links nach Weihungszell, 1,9 km und 2,3 km²
- Taubenghaugraben, von links an der Gemeindegrenze von Schwendi zu Schnürpflingen, 1,9 km und 1,1 km²
- Sackbach,  von links
- (Bach aus dem Hartenbuch), von rechts
- (Bach vom Jochemesberg), von links vor Schnürpflingen-Beuren
- Buhllachengraben, von rechts in Beuren, 1,7 km und 1,8 km²
- Steinenbach, von links vor Schnürpflingen, 2,2 km und 2,8 km²
- Wassergraben Dorndorf, von rechts nach Schnürpflingen, 2,5 km und 3,8 km²
- (Bach aus dem Frühmeßholz), von links an der Gemeindegrenze von Schnürpflingen zu Staig
- Sternbach, von links vor Staig
- Reichenbach, von links bei Staig, 4,6 km und 7,9 km²
- (Zufluss), von links bei Staig-Harthausen
- Essentalgraben, von rechts zwischen Staig-Steinberg und -Essendorf
- Wassergraben Essendorf, von rechts aus Essendorf
- Wassergraben Espan, von rechts nach Essendorf
- Fußsteigäckergraben, von rechts an der Gemeindegrenze von Staig zu Illerkirchberg
- Kieregraben, von links gegenüber Illerkirchberg-Buche
- (Bach aus dem Gallenmoos), von links gegenüber Buch
- (Zufluss), von links bei Illerkirchberg-Mussingen
- (Bach vom Brünnele), von links vor Illerkirchberg-Unterkirchberg
- → (Abhang der Weihungentlastung), nach rechts direkter zur Iller nach Unterkirchberg
- Fischbach, von links, 4,3 km und 5,0 km²
- Binsenweihergraben, von links am Kloster bei Ulm-Wiblingen

## Verlegung der Mündung
Nördlich von Wiblingen durchfloss die Weihung bis 2002 das für die Ulmer Wasserversorgung wichtige Trinkwassergewinnungsgebiet Rote Wand, um dann in die Iller zu münden, nur wenige hundert Meter vor deren Mündung in die Donau. 2002/03 jedoch wurde – nach vorausgegangenem mehrjährigen Konflikt zwischen Vertretern von Naturschutz und Wasserschutz – der Mündungsabschnitt der Weihung aus dem Trinkwasserschutzgebiet herausverlegt, um der Gefahr einer Grundwasserverunreinigung bei Hochwasserführung vorzubeugen; die Weihung ist teilweise durch landwirtschaftliche Nutzung entlang ihres Laufes belastet. Über ein neu geschaffenes Bett mündet die Weihung seitdem nördlich von Wiblingen wenig vor der Iller in die Donau. Der dadurch möglichen Grundwasserabsenkung im Bereich des Iller-Auwaldes sollen Ausgleichsmaßnahmen entgegenwirken, z. B. in regenarmen Perioden Speisung durch einen eigens geschaffenen Wasserzulauf vom Donaukanal her.

## Weihungs-Hochwasser
Hier eine Auflistung extremer Hochwasserereignisse (> HQ 100), die seit Installation der Messstelle Unterkirchberg (Regierungspräsidium Tübingen) aufgezeichnet wurden: 
- 9. Juli 2021: Die Scheitelwelle des Hochwassers mit ca. 225 cm erreichte den Pegel in Unterkirchberg gegen 17:00 Uhr und lag damit deutlich über dem Wert für ein hundertjährliches Hochwasserereignis (215 cm bzw. 20,9 m³).[9]

- 1. Juni 2024: Der Scheitel der Hochwasserwelle mit einer max. gemessene Durchflussrate von 25,81 m³ bzw. 243,4 cm erreichte um ca. 13:00 Uhr den Pegel in Unterkirchberg. Das Hochwasser übertraf damit die hundertjährliche Hochwassermarke erneut und lag auch nochmal rund 20 cm über dem bisherigen Maximalwert vom Juli 2021.[10] Große Teile der Bebauung entlang des Weihungstal wurden durch die Überschwemmung in Mitleidenschaft gezogen. Das Hochwasser entstand durch ergiebigen Dauerregen mit Niederschlägen >100 l/m² innerhalb von 48 h (Vb-Wetterlage), die auf bereits durch vorangegangene Regenereignisse wassergesättigte Böden trafen. Vom extremen Dauerregen und Hochwasser waren große Teile Süddeutschlands, speziell des zentralen und westlichen Alpenvorlands (Oberschwaben, Allgäu, Bayerisch Schwaben, Teile von Ober- und Niederbayern) betroffen.[11]
- Damit wurde innerhalb weniger Jahre bereits zweimal die hundertjährliche Hochwassermarke in der Weihung deutlich überschritten.
- Darüber hinaus gab es weitere markante und von der neuen Messstelle registrierten Hochwässer (< HQ 100) in den Jahren 2013, 2015 und 2016

### LUBW
Amtliche Online-Gewässerkarte mit passendem Ausschnitt und den hier benutzten Layern: Lauf und Einzugsgebiet der Weihung

Allgemeiner Einstieg ohne Voreinstellungen und Layer: Daten- und Kartendienst der Landesanstalt für Umwelt Baden-Württemberg (LUBW) (Hinweise)
1. 1 2  Höhe nach dem Höhenlinienbild auf dem Hintergrundlayer Topographische Karte.
2. ↑  Höhe nach zwei blauen Beschriftungen auf dem Hintergrundlayer Topographische Karte. Oberhalb eines Querbauwerks ist für die zufließende Donau eine Höhe von 470,4 m ü. NN angegeben, unterhalb an der Illermündung für die abfließende eine von 468,3 m ü. NN.
3. 1 2  Länge nach dem Layer Gewässernetz (AWGN).
4. ↑  Einzugsgebiet nach dem Layer Aggregierte Gebiete 05.
5. ↑  Fließgewässertyp nach dem einschlägigen Layer.
6. ↑  Einzugsgebiet nach dem Layer Basiseinzugsgebiet (AWGN).

### Andere Belege
1. ↑  Hochwasservorhersagezentrale, Landesanstalt für Umwelt Baden-Württemberg (Übernommen am 30. August 2022)
2. ↑  Albrecht Greule: Deutsches Gewässernamenbuch. Walter de Gruyter, Berlin / Boston 2014, ISBN 978-3-11-057891-1, S. 578, „Weihung“ (Auszug in der Google-Buchsuche).
3. ↑  Hans Graul: Geographische Landesaufnahme: Die naturräumlichen Einheiten auf Blatt 179 Ulm. Bundesanstalt für Landeskunde, Bad Godesberg 1952. → Online-Karte (PDF; 4,8 MB)
4. ↑  Naturraumsteckbriefe der LUBW, siehe 043: Holzstöcke (PDF; 6,7 MB; Hinweise)
5. ↑  Naturraumsteckbriefe der LUBW, siehe 042: Flachland der Unteren Riß (PDF; 7,9 MB; Hinweise)
6. ↑  Naturraumsteckbriefe der LUBW, siehe 044: Unteres Illertal (PDF; 5,9 MB; Hinweise)
7. ↑  Landschaftsschutzgebiet  "Wiblingen"  Naturschutzfachliches Dossier  Stand  18. April 2011
8. ↑  Trinkwasser aus  dem Wasserhahn...  natürlich!
9. ↑  Hochwasservorhersagezentrale Baden-Württemberg
10. ↑  Hochwasservorhersagezentrale Baden-Württemberg
11. ↑  Mit aller Kraft gegen die Wassermassen